# Erzbistum Bogotá
Das Erzbistum Bogotá (lat.: Archidioecesis Bogotensis, span.: Arquidiócesis de Bogotá) ist eine in Kolumbien gelegene römisch-katholische Erzdiözese mit Sitz in Bogotá.

## Geschichte
Das Erzbistum Bogotá wurde am 11. September 1562 durch Papst Pius IV. aus Gebietsabtretungen des Bistums Santa Marta als Bistum Santafé en Nueva Granada errichtet. Es wurde dem Erzbistum Santo Domingo als Suffraganbistum unterstellt.
Das Bistum Santafé en Nueva Granada wurde am 22. März 1564 durch Pius IV. mit der Apostolischen Konstitution In suprema dignitatis apostolicae zum Erzbistum erhoben. Am 16. Februar 1778 gab das Erzbistum Santafé en Nueva Granada Teile seines Territoriums zur Gründung des Bistums Mérida ab. Weitere Gebietsabtretungen erfolgten am 31. August 1804 zur Gründung des Bistums Antioquia, am 25. September 1835 zur Gründung des Bistums Nueva Pamplona, am 29. Juli 1880 zur Gründung des Bistums Tunja und 1894 zur Gründung des Bistums Tolima.
Am 8. Juni 1898 wurde das Erzbistum Santafé en Nueva Granada in Erzbistum Bogotá umbenannt. Das Erzbistum Bogotá gab am 23. Juni 1903 Teile seines Territoriums zur Gründung der Territorialprälatur Intendencias Orientales ab. Weitere Gebietsabtretungen erfolgten am 1. September 1951 zur Gründung des Bistums Zipaquirá, am 29. Mai 1956 zur Gründung des Bistums Girardot und 16. März 1962 zur Gründung des Bistums Facatativá. Am 6. August 2003 gab das Erzbistum Bogotá Teile seines Territoriums zur Gründung der Bistümer Fontibón, Engativá und Soacha ab.
Die Erzbischöfe von Bogotá tragen seit 7. November 1902 zugleich den Titel Primas von Kolumbien. Seit 1953 wurden alle Erzbischöfe von Bogotá zu Kardinälen kreiert, sodass Bogotá als traditionell mit der Kardinalswürde verbundener Bischofssitz gilt.